# Grégory Lazitch
Grégory Lazitch (Charleroi, 26 mei 1992) is een Belgisch voetballer die sinds 2018 onder contract ligt bij RAAL La Louvière.

## Carrière
Lazitch sloot zich in 1998 aan bij de jeugdopleiding van Sporting Charleroi. Hij maakte op 13 december 2008 op zestienjarige leeftijd zijn debuut in de Jupiler Pro League tegen RC Genk: hij viel na 17 minuten in voor de geblesseerde Orlando Dos Santos Costa. In drie seizoenen tijd speelde hij zestien wedstrijden in Eerste klasse (tien in de reguliere competitie, vier in Play-off 2 en twee in de play-downs tegen KAS Eupen).
Na de degradatie naar Tweede Klasse begon Lazitch het seizoen als basisspeler – op de eerste twee competitiespeeldagen van het seizoen 2011/12 kreeg hij een basisplaats tegen KVK Tienen en KSV Roeselare –, maar in augustus 2011 werd hij verhuurd aan Excelsior Virton als onderdeel van de transfer van Harlem Gnohéré van Virton naar Charleroi. Na afloop van zijn uitleenbeurt kreeg hij bij het inmiddels terug naar Eerste klasse gepromoveerde Charleroi nauwelijks speelkansen van trainer Yannick Ferrera, waarop hij in 2013 op definitieve basis naar White Star Brussel trok.
Sinds 2015 voetbalt Lazitch in La Louvière: van 2015 tot 2018 bij UR La Louvière Centre, en sinds 2018 bij RAAL La Louvière.

## Statistieken
| Seizoen | Club                  | Land   | Competitie             | Wedst | Goals |
| ------- | --------------------- | ------ | ---------------------- | ----- | ----- |
| 2008/09 | Sporting Charleroi    | België | Jupiler Pro League     | 1     | 0     |
| 2009/10 | Sporting Charleroi    | België | Jupiler Pro League     | 4     | 0     |
| 2010/11 | Sporting Charleroi    | België | Jupiler Pro League     | 11    | 0     |
| 2011/12 | Sporting Charleroi    | België | Tweede Klasse          | 2     | 0     |
| 2011/12 | → Excelsior Virton    | België | Derde Klasse B         | 26    | 0     |
| 2012/13 | Sporting Charleroi    | België | Jupiler Pro League     | 1     | 0     |
| 2013/14 | White Star Brussel    | België | Tweede Klasse          | 9     | 0     |
| 2014/15 | White Star Brussel    | België | Tweede Klasse          | 1     | 0     |
| 2014/15 | → CS Visé             | België | Derde Klasse B         | 10    | 1     |
| 2015/16 | UR La Louvière Centre | België | Derde Klasse A         | 33    | 3     |
| 2016/17 | UR La Louvière Centre | België | Tweede klasse amateurs | 19    | 3     |
| 2017/18 | UR La Louvière Centre | België | Tweede klasse amateurs | 15    | 0     |
| 2018/19 | RAAL La Louvière      | België | Tweede klasse amateurs | 21    | 0     |
| 2019/20 | RAAL La Louvière      | België | Tweede klasse amateurs | 17    | 1     |
| 2020/21 | RAAL La Louvière      | België | Tweede afdeling        | 2     | 0     |
|         |                       |        | Totaal                 | 172   | 8     |